# Sail Chaorainn
Sail Chaorainn är ett berg i Storbritannien.   Det ligger i kommunen Highland och riksdelen Skottland, i den nordvästra delen av landet, 700 km nordväst om huvudstaden London. Toppen på Sail Chaorainn är 1 002 meter över havet, eller 94 meter över den omgivande terrängen. Bredden vid basen är 1,4 km.
Terrängen runt Sail Chaorainn är huvudsakligen kuperad.Runt Sail Chaorainn är det mycket glesbefolkat, med 3 invånare per kvadratkilometer. Trakten runt Sail Chaorainn består i huvudsak av gräsmarker.